# Svetozar Marković

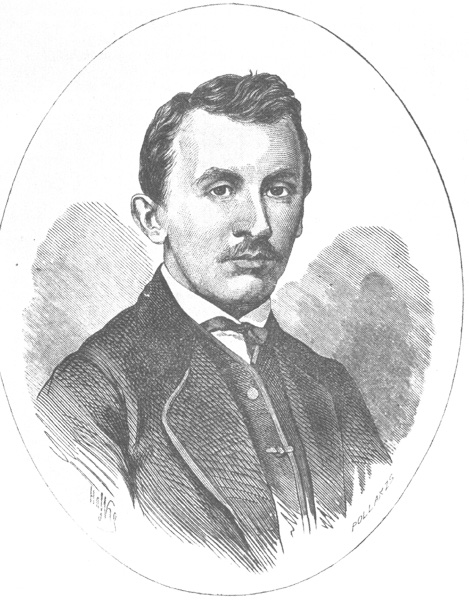
Svetozar Marković

Svetozar Marković (* 9. September 1846 in Zaječar, Fürstentum Serbien, Osmanisches Reich; † 26. Februar 1875 in Triest, Österreich-Ungarn) war ein Publizist, Politiker und erster serbischer Sozialist.
Er besucht das Gymnasium in Kragujevac und Belgrad, um anschließend eine akademische Laufbahn aufzunehmen. Mit einem staatlichen Stipendium in der Tasche gelangt er schließlich nach Sankt Petersburg und Zürich, wo er zum ersten Mal mit sozialistischen Gruppen in Kontakt kommt und sich mit dem wissenschaftlichen Marxismus beschäftigt.
Schon früh fängt Marković an zu publizieren. Nachdem ihm wegen Mitgliedschaft in einer subversiven Organisation in Novi Sad das Stipendium entzogen wird, beginnt er sich schärfer mit den gesellschaftlichen Verhältnissen in Serbien auseinanderzusetzen. Dabei greift er vor allem den herrschenden Bürokratismus an. Von 1871 bis 1872 gibt er die Zeitschrift Radenik (dt. Arbeiter) heraus, sowie 1873 die Zeitschrift Javnost.
Er war auch einer derjenigen, die eine „Balkan-Föderation“ nach US-amerikanischem Vorbild planten.

## Sozialist und Literaturkritiker
Neben seiner Rolle als erster sozialistischer Theoretiker Serbiens ist er auch literaturgeschichtlich von Bedeutung. Er gilt als einer der Pioniere des serbischen Realismus und beschäftigte sich selbst mit den Problemen der Literaturwissenschaft. Entgegen den romantischen Strömungen in Serbien verteidigte er in seinen Schriften Pevanje i mišljenje (Dichten und Denken, 1871) und Realni pravac u nauci i životu (Der realistische Weg des Wissens und des Lebens, 1872) die realistische Literaturtradition.
Marković fühlt sich als Sozialist dazu berufen, mit Hilfe revolutionärer Massen die gesellschaftlichen Verhältnisse zu verändern. Als sein wichtigstes Werk gilt die kritische Schrift Srbija na istoku (dt. Serbien im Osten), in der er sich mit den Verhältnissen im damaligen Serbien auseinandersetzt.
1874 wegen Staatsbeleidigung zu neun Monaten Haft verurteilt, erkrankt Marković kurz darauf an Tuberkulose. Er stirbt im Alter von 28 Jahren in Triest.

## Wirkung
Als Literaturkritiker und engagierter Sozialist beeinflusste Marković nachhaltig die Fortentwicklung der serbischen Schriftstellerszene. Heute gilt er als ein wichtiger Intellektueller in der serbischen Geistesgeschichte des späten 19. Jahrhunderts. In Serbien sind noch immer viele Schulen und Straßen nach ihm benannt.